# Congrès népalais
Pour les autres significations, voir Congrès népalais (démocratique).
 (octobre 2022).
Le Congrès népalais (en anglais : Nepali Congress) est un parti politique népalais, membre de l'Internationale socialiste.
Il a été présidé, à partir du 11 mai 1996, par Girija Prasad Koirala, qui participait déjà à la direction collégiale, depuis le 11 juillet 1982, comme secrétaire général et, à partir de 1991, comme chef du groupe parlementaire. Après la mort de Girija Prasad Koirala, le 20 mars 2010, c'est un homonyme, Sushil Koirala (sans lien de parenté proche), qui a pris sa succession, d'abord comme président par intérim, puis comme président de plein exercice lors de la XXIe convention nationale du parti, le 22 septembre suivant.
Le 21 juillet 2008, quatre mois après l'élection de l'Assemblée constituante, l'un des quatre secrétaires généraux du parti, Ram Baran Yadav, est élu à la présidence de la République par l'Assemblée constituante, à l'issue d'un scrutin dans lequel il bat le candidat soutenu par le Parti communiste du Népal (maoïste), formation disposant de la majorité relative dans l'assemblée.
Le 23 juillet 2008, G. P. Koirala présente la démission de son gouvernement au président nouvellement investi, tout en continuant à assurer la gestion des affaires courantes jusqu'à la nomination de son successeur.
À la suite de la démission du premier ministre maoïste Prachanda en mai 2009 en raison d'un conflit avec le président, le Congrès népalais forme une alliance avec le Parti communiste du Népal (marxiste-léniniste unifié) et les deux partis dirigent une série de gouvernements instables, jusqu'au retour des maoïstes au gouvernement en 2011. En novembre 2013, de nouvelles élections permettent au Congrès de redevenir le premier parti du pays, tandis que le Parti communiste unifié du Népal (maoïste) perd plus de la moitié de ses sièges. En février 2014, Sushil Koirala, membre du Congrès, devient premier ministre, à la tête d'un gouvernement de coalition avec le Parti communiste du Népal (marxiste-léniniste unifié).

## Scissions de 2002 et 2005
Le 22 septembre 2002, après plusieurs mois durant lesquels il a revendiqué pour sa faction l'appellation de « Congrès népalais », l'ancien Premier ministre Sher Bahadur Deuba fonde, après d'autres députés du Congrès népalais, un parti dissident nommé Congrès népalais (démocratique). Toutefois, une réunification des deux partis intervient le 25 septembre 2007, le parti réunifié conservant son nom traditionnel et son chef.
Une autre scission intervient en 2005, à l'initiative de Durkha Pokharel et de Prakash Koirala (neveu de GP Koirala, fils de l'ancien Premier ministre BP Koirala et père de l'actrice Manisha Koirala). Ce nouveau parti, nommé Congrès népalais (nationaliste) — ou Nepali Congress (Rashtrabadi) —, ne parvient pas à obtenir d'élus lors de l'élection de l'Assemblée constituante népalaise de 2008.

## État-major du parti
L'équipe dirigeante, après la réunification le 25 septembre 2007, est composée comme suit :
- Girija Prasad Koirala, président du parti depuis le 11 mai 1996 ;
- Krishna Prasad Bhattarai, membre de la direction, sans portefeuille ; ancien Premier ministre ; ancien président du parti (1992-1996) ;
- Sher Bahadur Deuba, membre de la direction, sans portefeuille ; ancien Premier ministre ; ancien président (2002-2007) du Congrès népalais (démocratique) ;
- Sushil Koirala, président exécutif depuis le 25 septembre 2007 ; cousin de GP ;
- Gopal Man Shrestha, vice-président ;
- Prakash Man Singh, vice-président ;
- Ram Chandra Poudel, secrétaire général ;
- KB Gurung, secrétaire général ;
- Bimalendra Nidhi, secrétaire général ;
- Ram Baran Yadav, secrétaire général, jusqu'à son élection à la présidence de la République, le 21 juillet 2008.

L'équipe dirigeante est assistée d'un comité central de 64 membres (en date du 25 septembre 2007), auquel devaient être nommés, ultérieurement, de nouveaux membres supplémentaires désignés par Girija Prasad Koirala et Sher Bahadur Deuba.

## Conventions du parti
- 25-26 janvier 1947 : 1re convention du parti, au cours de laquelle Tanka Prasad Acharya, emprisonné à perpétuité, est élu président tandis que la présidence exécutive est confiée à Bishweshwar Prasad Koirala ;
- les dates des 2e, 3e et 4e conventions restent à déterminer ;
- du 23 au 26 mai 1952 : 5e convention du parti, au cours de laquelle B.P. Koirala est élu président ;
- 24-25 janvier 1956 : 6e convention du parti, au cours de laquelle Subarna Shumshere est élu président ;
- 23 mai 1957 : convention extraordinaire, au cours de laquelle B.P. Koirala est élu président ;
- du 7 au 13 mai 1960 : 7e convention du parti, au cours de laquelle B.P. Koirala est réélu président ;
- pour cause d'interdiction des partis politiques, le 15 décembre 1960, aucune convention du parti ne peut se réunir avant 1991. Dans l'intervalle, BP Koirala nomme Krishna Prasad Bhattarai président exécutif, le 12 février 1976, avant de revenir lui-même d'exil, le 30 décembre de la même année. À la mort de B.P. Koirala, le 21 juillet 1982, une direction collégiale est mise en place, comprenant Ganesh Man Singh (chef suprême), Krishna Prasad Bhattarai (président exécutif) et Girija Prasad Koirala (secrétaire général).
- 17 janvier 1992 : 8e convention du parti, au cours de laquelle Krishna Prasad Bhattarai est élu président ;
- 11 mai 1996 : 9e convention du parti, au cours de laquelle Girija Prasad Koirala est élu président ;
- 22 janvier 2001 : 10e convention du parti.
- du 30 août au 2 septembre 2005 : 11e convention du parti, au cours de laquelle est votée la suppression, dans les objectifs statutaires du parti, du maintien de la monarchie constitutionnelle.
- vers le 22 septembre 2010 : 12e convention nationale du parti, au cours de laquelle Sushil Koirala, qui exerçait l'intérim depuis la mort de Girija Prasad Koirala le 20 mars précédent, est élu président de plein exercice.

## Positionnement politique

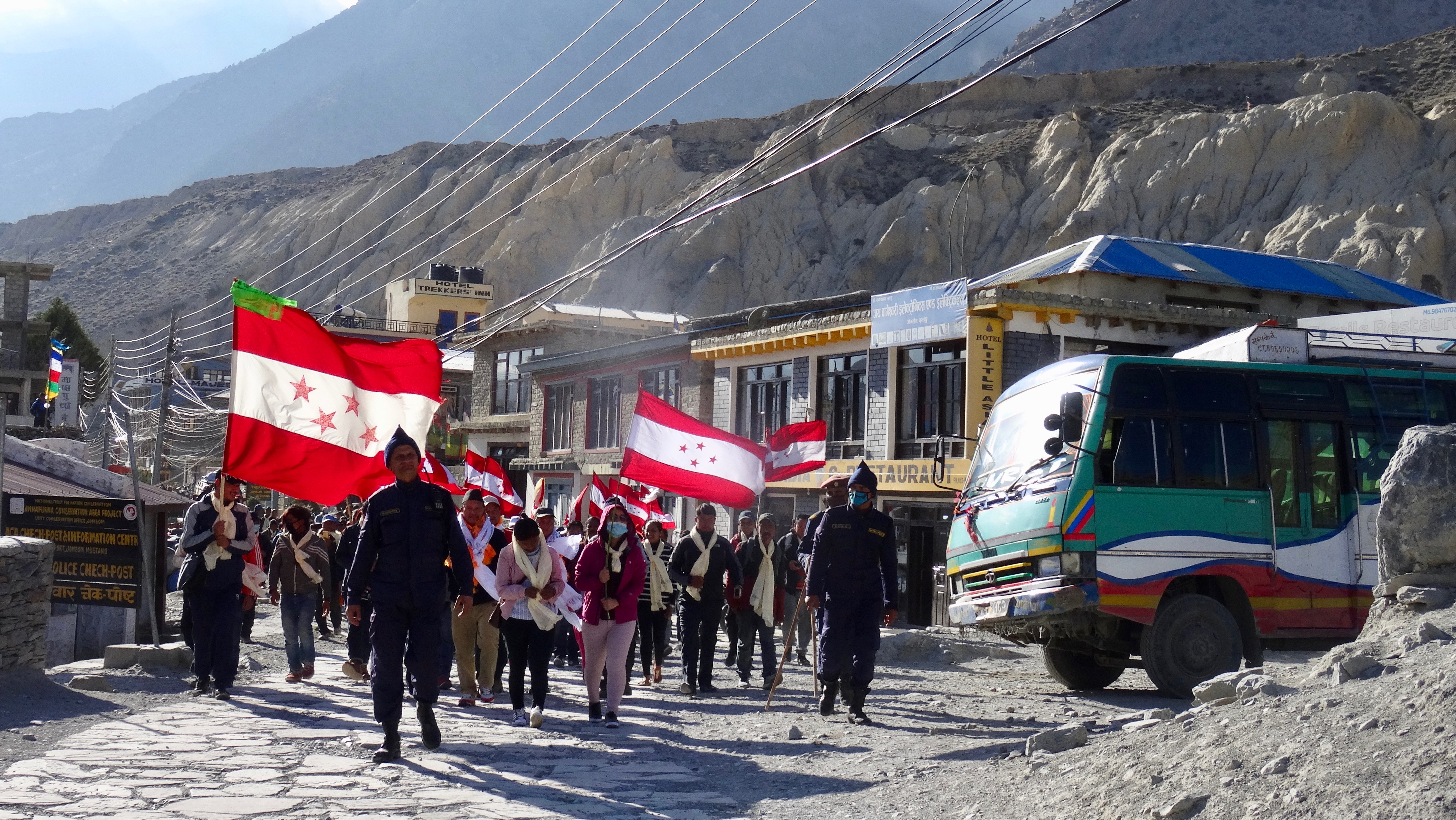
Manifestation du Congrès népalais en 2017.

En vue de l'élection de l'Assemblée constituante népalaise de 2008, le Congrès népalais se prononçait notamment pour mettre en place, à l'issue du processus de rédaction d'une nouvelle constitution :
- une république fédérale démocratique, nominalement dirigée par un président de la République, élu par les deux chambres du parlement, assumant le rôle de chef de l'État, tandis que l'essentiel du pouvoir exécutif serait entre les mains d'un Premier ministre ;
- un parlement bicaméral comprenant une chambre basse, élue au niveau national avec une forte dose de représentation proportionnelle, et une chambre haute, assurant la représentation des futurs États fédérés ;
- la prédominance du népalais comme langue véhiculaire pour l'ensemble de la fédération et au sein des institutions centrales, accompagnée d'une large reconnaissance des spécificités linguistiques régionales ou locales ;
- la dévolution de larges compétences aux échelons régional (États fédérés, dans lesquels seraient élus des parlements monocaméraux) et locaux ;
- le parti réaffirmait en outre ses convictions sociales-démocrates, la justice sociale constituant, aux yeux de ses dirigeants, la voie vers la prospérité économique, tandis que le manifeste mettait aussi l'accent sur la nécessité de développer les droits des femmes et l'éducation et de mener une lutte active pour la réduction de la pauvreté et des inégalités sociales.

Le Congrès népalais est de nos jours considéré comme un parti de droite modéré.

## Assemblée constituante
Au sein de l'Assemblée constituante mise en place à la suite du scrutin du 10 avril 2008, le Congrès népalais dispose de 115 sièges (sur 601) :
- 37 députés (sur 240) élus au scrutin uninominal majoritaire à un tour ;
- 73 députés (sur 335) élus au scrutin proportionnel de liste à un tour ;
- 5 députés (sur 26) nommés par le gouvernement intérimaire multipartite.